# Толока (фільм)
«Толока» — український історичний фільм, екранізація Шевченкової балади «У тієї Катерини хата на помості…» режисера Михайла Іллєнка.
Фільм вийшов в широкий український прокат 20 серпня 2020 року.

## Про назву
У 2004 році в листі до свого однокурсника та грецького друга режисера Фотоса Лампрінососа Михайло Іллєнко розповів йому про задуману ним екранізацію, де, зокрема, пояснюється вибір назви фільму. Так, режисер, називає інші варіанти: «Побачити і померти», «Життя однієї хати». Але зупинився на «Толоці». Розтлумачуючи невідомий грекові термін, Іллєнко розкриває толоку як традиційний підхід до будівництва хати із залученням рідні, сусідів, а то й усього села. При цьому основна робота — зведення стін, тривала зазвичай один день. Вибір назви Іллєнко пояснює так:
|  | Якщо напередодні хату спалила блискавка, необережні діти, заздрісний сусід, п’яний старший брат, відьма, чорнобильська аварія чи знищив набіг кочовиків, татар, литовців, кримчаків, московитів, білогвардійців, німецько-фашистських загарбників, то ті, що вціліли, мають шанс швидко збудувати хату й вижити, застосовуючи матеріали, які завжди під ногами. Власне, це й робить Катерина: попереджена про невідворотність виконання вироку (execution), вона знову і знову зводить стіни свого будинку, достеменно так, як це робили мільйони українців протягом усієї своєї історії. Катерина рятує не тільки свій дім, а й тих, кого він прихистив і зберіг від зимової стужі, голоду, війн, пожеж, революцій та повеней. |

## Синопсис
У Тараса Шевченка є балада про те, як закохалися у Катерину троє козаків. Свій вибір Катерина довірила долі: пообіцяла стати дружиною тому, хто визволить з полону її брата. Двоє з трьох козаків загинули, намагаючись виконати умови договору, третьому вдалося врятувати брата, але брат Катерини виявився не братом, а її коханим… Чекати «брата» Катерині у сюжеті фільму доведеться не одне століття, не старіючи та не втрачаючи надії. Ця розповідь, наче притча, пролітає крізь історію України, відтворює її драматичні та героїчні епізоди. Кожне випробування руйнує хату Катерини. Але вона вперто, як і багато поколінь українців, знову й знову піднімає її з руїн.
Вік української хати короткий — від війни до війни. Якби не толока, не було б де й зустріти свого коханого. Завдяки толоці жодна хата в Україні ніколи не була «скраю», завжди у центрі громади.

## У ролях
- Іванна Іллєнко — Катерина
- Дмитро Лінартович — Іван Ярошенко
- Богдан Бенюк — Ломака
- Сергій Романюк — Бригадир
- Олег Примогенов — Генерал
- Мирослав Гай — Кайсак Бабай
- Тетяна Нагірняк — Ізольда
- Євгенія Конюх — Маруся
- Василь Кухарський — Семен Босий
- Костянтин Войтенко — Іван Голий
- Катерина Кістень — дружина Івана Ярошенка
- Наталя Васько — мати Марусі
- Дмитро Рибалевський — Василь
- Юрко Іллєнко — Тристан у 5 років
- Інна Капінос — Олена Степанівна, мати Ізольди
- Борис Георгієвський — Микола
- Олександр Терещенко — Тристан у 19 років

## Виробництво

Тізер-постер (2015)

### Кошторис
Фільм має довгу і складну історію пошуку необхідних коштів для завершення виробництва.
У 2012 році фільм не зумів стати переможцем 2-го конкурсного відбору Держкіно України та не отримав державного фінансування. Один з суддів експертної комісії при Держкіно, Ігор Грабович, пізніше заявив що голосування за фільми 2-го конкурсного відбору Держкіно відбулося з грубими порушеннями. Зокрема, Грабович зазначив, що Держкіно в особі пані Катерини Копилової, активно просувало фільм «Заду́шна молитва» (робоча назва фільму «Мир вашому дому!»), який з ініціативи голови Держкіно Копилової та всупереч правилам потрапив до другого туру пітчингу Держкіно, хоча й набрав у першому турі всього 3,5 бала (прохідний бал 4). Ба більше, самого Грабовича закликали змінити його оцінки щодо двох проєктів — «Заду́шної молитви» та «Толоки» і після його відмови це зробити, його картки з голосуванням були вилучені та не були враховані у голосуванні. Врешті-решт, «Заду́шна молитва» стала одним із переможцем, натомість фільм «Толока», який після першого голосування мав 4,2 бала, не ввійшов у число фіналістів.
Згодом у 2013 році фільм все ж зумів стати переможцем цього разу 3-го конкурсного відбору Держкіно України та врешті отримав державне фінансування. Тоді у 2013 році виробничий бюджет стрічки мав бути ₴28 млн, з них державне фінансування мало скласти 14,1 млн грн (50,0 %)..
Згодом, у 2014 році творці фільму також спробували зібрати додаткові 2 млн гривень спільнокоштом на українській платформі «Велика ідея». але фільм зібрав лише 37 тис. гривень і відповідно не зумів зібрати усієї суми.
У квітні 2017 року Держкіно на зустрічі з керівництвом Мінкульту рекомендувало дофінансувати два «заморожених» проєкти як просвітницькі фільми патріотичного спрямування: це фільми Толока та Максим Оса. Наприкінці 2017 року творці фільму отримали 14,4 млн гривень від Держкіно, що становило 50,5 % від загального кошторису у 28,4 млн гривень. У 2018 році стало відомо, що творці фільму отримали додаткове фінансування аби завершити виробництво стрічки з пулу коштів «патріотичного» спрямування Мінкультури України, яке вперше з'явилося у 2018 році. Загалом за повідомленням Держкіно держава профінансувала кошторис фільму на 98,02 % або ₴28,0 млн з ₴28,4 млн)

### Ідея та зйомки
Ідея зйомок фільму виникла в Іллєнка ще у 1967 році. У лютому 2013 року розпочалося фільмування, зокрема використовуючи відзнятого матеріалу створили тізера фільму.
У лютому 2018 року в інтерв'ю газеті Експрес режисер Михайло Іллєнко заявив, що фільмування має завершитися влітку 2018 року. У вересні 2018 року актор Роман Коляда в інтерв'ю виданню Детектор медіа що фільмування стрічки нарешті закінчилося.
У березні 2019 року стало відомо, що фільм вже перебуває у монтажно-тонувальному періоді та що з 20 по 23 березня 2019 року фільм брав участь у семінарі «Лабораторія кіномонтажу в Україні».
У травні 2019 року фільм було представлено Держкіно (яке в підсумку профінансувало кошторис на 98,02 %).

## Реліз
Фільм планувалося випустити ще у 2014 році до 200-річного ювілею Шевченка, але через проблеми з фінансуванням прем'єру стрічки перенесли.
У широкий український кінопрокат стрічка мала вийти 12 березня 2020, але 11 березня 2020 творці фільму перенесли реліз на 20 серпня 2020 року через запровадження всеукраїнського карантину у зв'язку з пандемією коронавірусу у світі.
Стрічка стала другою, після стрічки Кіборги (2017), яка вийшла у партнерстві з фондом «Повернись живим» який допоміг перерахувати частину виторгу від продажу квитків на потреби українським військовим.

## Похідні твори
- Михайло Іллєнко. Толока. Краєвид з вікна хати. Харків: Фоліо. 2020. 256 стор. ISBN 978-966-03-9356-1[30]